# Surgical Steeds
Surgical Steeds is een merk van motorfietsen.
De bedrijfsnaam is: Surgical Steeds Classic American Motorcycles Inc., Scottsdale (Arizona)
Amerikaans bedrijf van John Covington dat sinds 1994 cruisers bouwt met eigen blokken die Steeds Musclebike Drivetrain worden genoemd. Als basis van deze blokken worden TP Engineering carters en cilinders gebruikt. De naam "Surgical" komt van de chirurgische precisie waarmee men zegt te werken. 